# Jean-Philippe Gatien

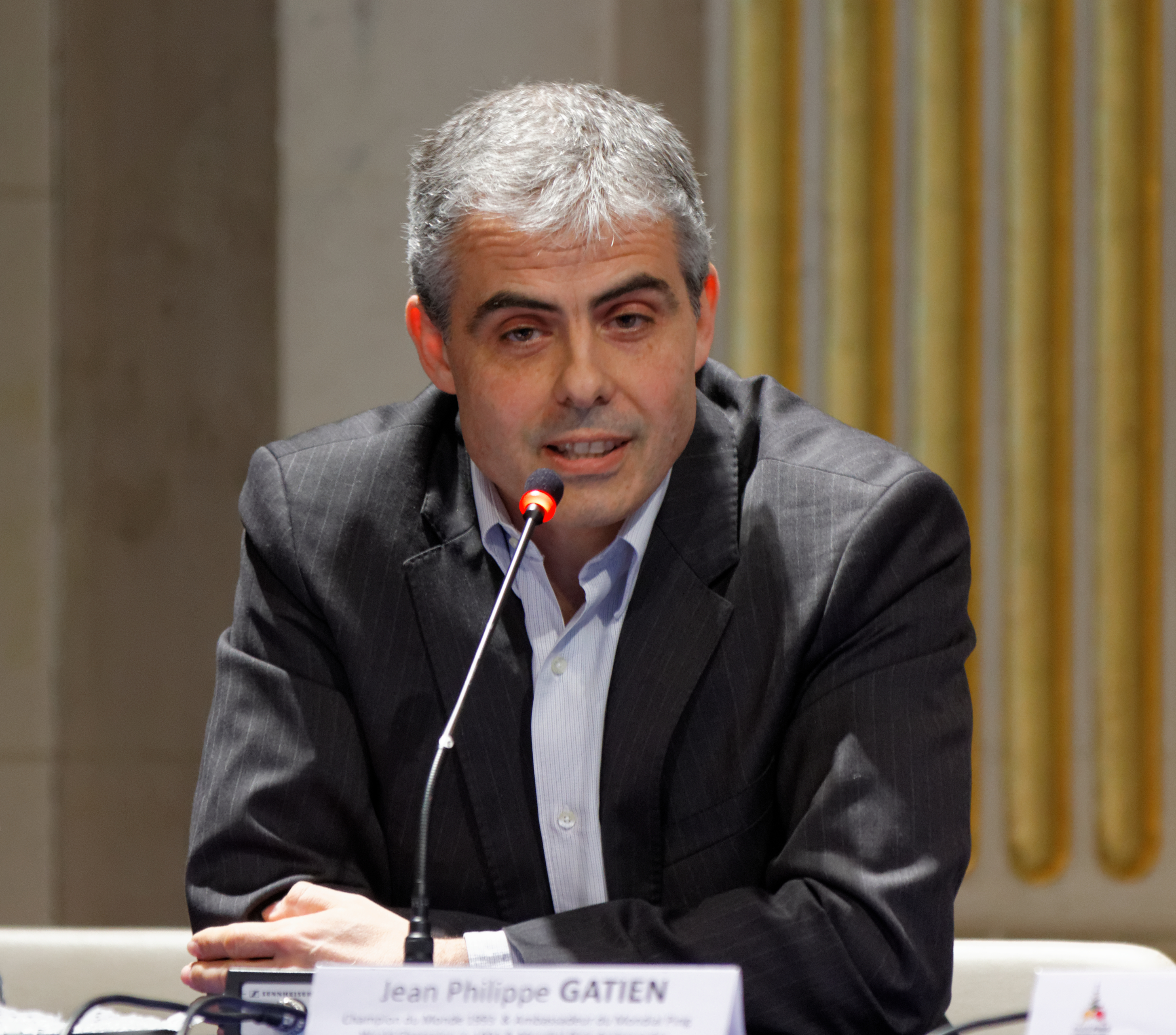
Mondial Ping 2013

Jean-Philippe Gatien (Alès, 16 oktober 1968) is een voormalig Frans tafeltennisspeler. Hij werd in 1993 in Göteborg wereldkampioen door in de finale Jean-Michel Saive te verslaan. Hij was daarmee na Stellan Bengtsson (1971) en Seiji Ono (1979) de derde linkshandige wereldkampioen in de historie van het WK. Een jaar later pakte de shakehand-speler de World Cup.

## Sportieve loopbaan
Tot Gatiens sportieve hoogtepunten behoren onder meer een gouden (1997, in Eindhoven) en vier bronzen medailles (1995, 1996, 1999, 2000) op de Europa Top-12. In 1994 won hij de World Cup in Taipei. Gatien pakte een zilveren medaille op de Olympische Zomerspelen 1992, waar hij in de finale verloor van Jan-Ove Waldner (3-0). Op de Olympische Zomerspelen 2000 sloeg hij zich samen met Patrick Chila naar een bronzen medaille in het dubbelspel. Samen wonnen ze in 2000 de Europese titel in het dubbelspel, die hij tien jaar daardoor in het gemengd dubbel won met Wang Xiaoming. Hij werd dertien keer kampioen van Frankrijk.
Gatien speelde in clubverband onder meer competitie in de Franse Pro A voor UTT Levallois, waarmee hij in 2004 de ETTU Cup won. Hij stopte in 2004 met actief tafeltennis. Na zijn actieve sportcarrière richtte hij Ping Attitude op, een organisatie waarmee hij kansarme jongeren probeert te helpen om een hoog niveau in het tafeltennis te bereiken.

## ITTF Pro Tour
- Verliezend finalist dubbelspel ITTF Pro Tour Grand Finals 1999 (met Patrick Chila)
- Winnaar dubbelspel Frankrijk Open 1998, verliezend finalist in 2000 (beide met Patrick Chila)
- Winnaar dubbelspel Kroatië Open 1999 en 2001 (beide met Patrick Chila)
- Winnaar dubbelspel Zweden Open 1999 (met Patrick Chila)
- Verliezend finalist dubbelspel Qatar Open 1997 (met Damien Éloi)
- Verliezend finalist dubbelspel Libanon Open 1998 (met Patrick Chila)